# Tetris
A Tetris (oroszul: Тетрис / Tetrisz) egy ügyességi és logikai videójáték, melynek első változatát az orosz Alekszej Leonyidovics Pazsitnov tervezte meg és készítette el az Elektronika 60 nevű számítógépre, míg a Szovjetunió Tudományos Akadémiája munkatársaként dolgozott Moszkvában. A játék végül 1984. június 6-án jelent meg a Szovjetunióban. A játék neve a görög tetra kifejezés (minden egyes elem négy részből áll) és Pazsitnov kedvenc sportja, a tenisz összevonásából ered.
A Tetris volt az első olyan játékszoftver, melyet a Szovjetunióból az Amerikai Egyesült Államokba exportáltak, ahol a Spectrum HoloByte kiadta IBM PC és Commodore 64 platformokra a játékot. Bár számos logikai játék alkalmazta őket korábban is, a játékban szereplő négy elemből álló poliominók, azaz tetrominók a játék hatására váltak széles körben ismertté. A poliominó elnevezést 1953-ban Solomon Wolf Golomb amerikai matematikus használta először, de ezen alakzatokról már az ókorból is vannak utalások.
A játék, illetve egyes variánsai szinte az összes létező konzolra és operációs rendszerre megjelentek, de a Tetris elkészült többek között mobiltelefonra és PDA-ra is, easter egg formájában pedig olyan eszközön is játszható, mint az oszcilloszkóp. A Tetris az élet számos más területén is megjelent, a Delfti Műszaki Egyetem egyik diákját például olyan módon ihlette meg a játék, hogy a villamosmérnöki kar 96 méter magas épületének felvillanó fényeiből alkotott Tetris játékot 1995-ben, amivel a „Legnagyobb működő játék” rekordját is felállította.
Bár a Tetris számos változatban megjelent a 80-as évek személyi számítógépeire, legnagyobb sikereit mégis az 1989-ben kiadott Game Boy verzió hozta meg. Az Electronic Gaming Monthly magazin a 100. számában első helyre rangsorolta a „Minden idők 100 legjobb videójátéka” című listáján, míg 2007-ben az IGN hasonló összeállításában a második lett a Super Mario Bros. mögött. A játék eladásai 2009-ben túllépték a 70 milliót, 2010 januárjában pedig bejelentették, hogy 2005 óta több mint 100 millió példányt adtak el csak a mobiltelefonos verziókból.

## Elemek
A klasszikus tetris egy vertikális, 10x20-as kocka felosztású táblából áll, valamint olyan elemekből, amelyek darabjai négy kockából állnak, amik függőlegesen és vízszintesen egymás mellé illesztve hét különböző formát hoznak ki. Ezeknek a színei klasszikusan piros (egyenes), narancssárga (T alakzat), zöld (fordított S alakzat), türkiz (S alakzat), kék (kocka), magenta (L alakzat) és fehér (fordított L alakzat), de a színek természetesen játéktól és verzióktól függetlenül eltérnek. A későbbiekben a Brick Game tetrisekre készült egy Tetris 2 is, ahol már nem csak négy, de egy, kettő, három és öt darabos elemekkel is lehetett játszani (az egy darabos keresztül ment a már lerakott elemeken is, ha volt alattuk hézagos rész), így huszonkilenc elem vált játszhatóvá.

## Szabály
A klasszikus tetrisben, a 10x20-as táblán, a tetején középről indultak el az elemek, melyet jobbra, balra, lefelé gyorsítva, vagy forgatva lehetett irányítani. A képernyő jobb szélén, a játék mindig megmutatta a következő elemet. A játék célja, hogy az elemeket egymás mellé/egymásra lerakva/beforgatva, minél több vízszintes sort, hézag nélkül kitöltsünk. Ilyenkor a kitöltött sor eltűnik (vagy ha több kitöltött sor van, akkor eltűnnek), és a felette lévő sorok, lejjebb mennek, és a játékos pontot kap. A vízszintes sorok pont értéke, soronként, alulról felfelé duplázódnak, így pl. az alsó sor 100, alulról a második sor 200, a harmadik 400, a negyedik 800 pontot ér, ha több sorból tűnnek el elemek, akkor pedig a pontszámok összeadódnak. Egyébként a lerakott elemek is 10 pontot érnek, akár megtelített egy sort, akár nem.
A különböző tetris változatoknak (pl. Tetris 2, Block Out, Columns, Invert Tetris) a szabályrendszerük eltér.

## Zene
A Tetris legismertebb zenéje a Korobejnyiki, amely egy 19. századi orosz dalon alapul. Ezt a dalt 1989-ben Tanaka Hirokazu átdolgozta, és megtette a Tetris Nintendo Game Boyos változatának zenéjévé. Ez a dallam azóta a Tetris „»A« típusú” zenéjeként ismert. Ugyanez a zene jelent meg többek között 1994-ben a Super Nintendo Tetris & Dr. Mario játékában, valamint 2006-ban a Tetris DS-ben is. A zene remix változata választható a Super Smash Bros. Brawlban is.